# Мария Клеопова

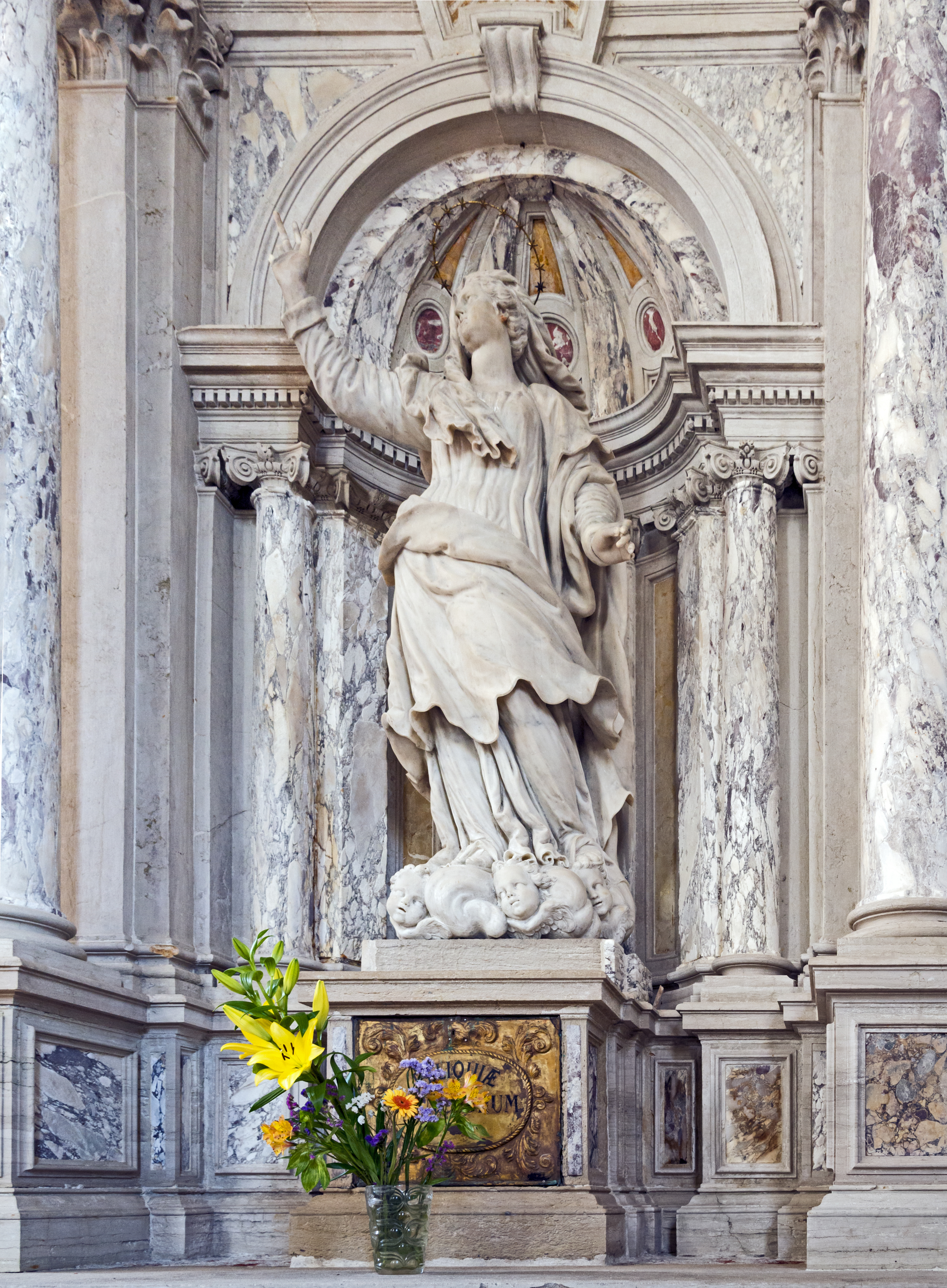
Мария Клеопова — Венеция

Мари́я Клео́пова (греч. Μαρία ἡ τοῦ Κλωπᾶ) — одна из жён-мироносиц, которая упоминается в Иоан. 19:25. Жена Клеопы (Алфея), сестра Девы Марии, мать Иакова меньшего и Иосии.
По преданию Церкви, была дочерью Иосифа Обручника от первого брака. И была ещё совсем юной, когда Пресвятая Дева Мария была обручена праведному Иосифу и введена в его дом. Святая Дева Мария жила вместе с дочерью праведного Иосифа, и они подружились, как сестры. Праведный Иосиф по возвращении с Иисусом Христом и Девой Марией из Египта в Назарет выдал замуж дочь за своего меньшего брата Клеопу. У них родился Симеон, апостол от 70-ти, сродник Господень.
Память святой Марии Клеоповой празднуется также в 3-ю неделю по Пасхе, святых жен-мироносиц.
По суждению Иеронима Стридонского, считается, что упомянутые в Евангелии братья Иисуса — Иаков, Иосия, Иуда и Симеон (Мк. 6:3) — являлись детьми Марии Клеоповой. И, таким образом, как племянники Богоматери были двоюродные братья Христа по плоти.